# Johannes Kreiselmaier
Johannes (Hans) Kreiselmaier (* 18. Februar 1892 in Oberndorf; † 27. November 1944 im Zuchthaus Brandenburg-Görden) war ein deutscher Arzt, Widerstandskämpfer und NS-Opfer.

## Leben

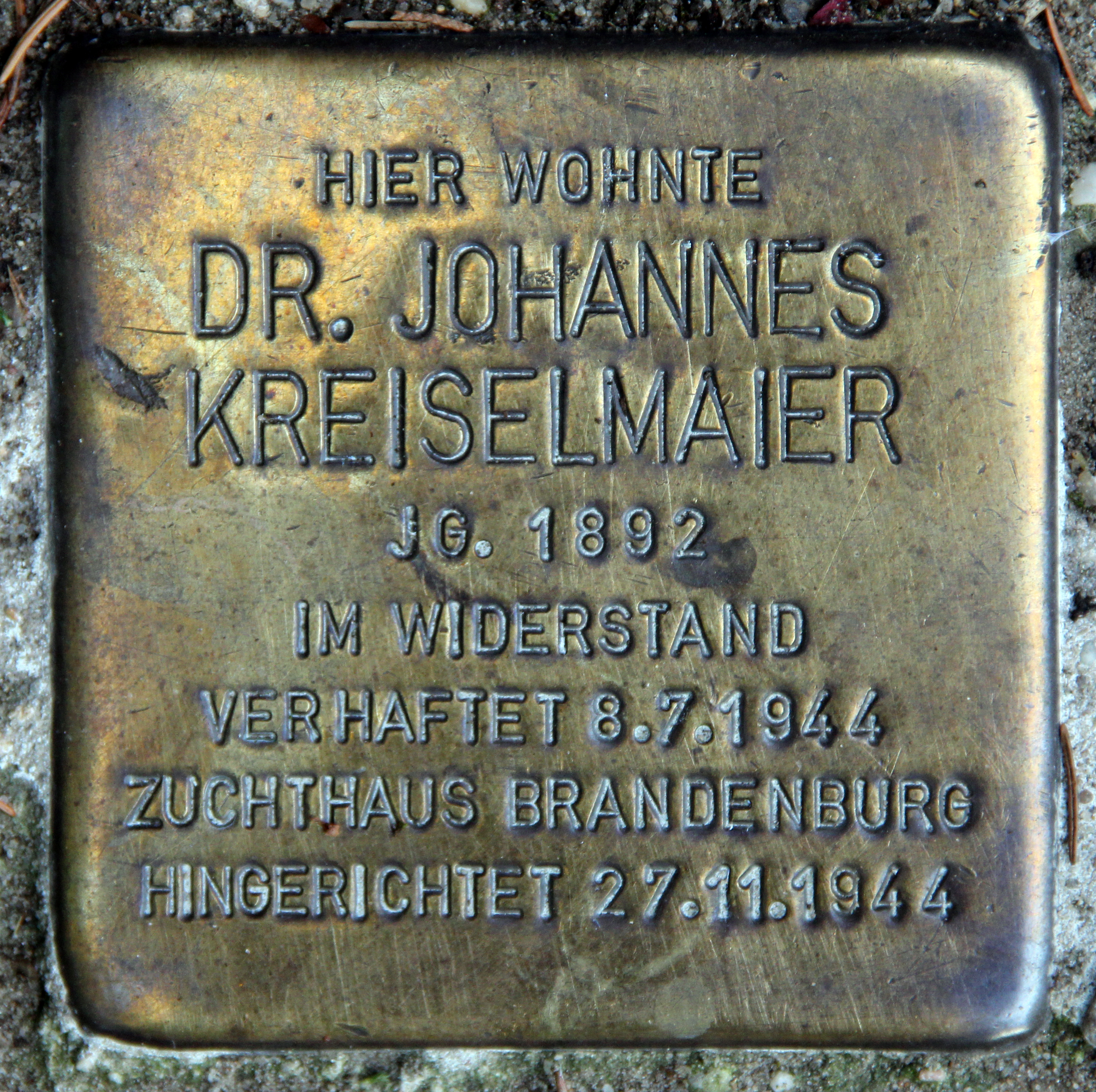
Stolperstein für Johannes Kreiselmaier in der Goethestraße 3 in Berlin-Schlachtensee

Kreiselmaier war der Sohn eines evangelischen Pfarrers, der von 1890 bis 1906 an der Pfarrerstelle in Oberndorf tätig war, und hatte sechs Geschwister. Nach dem Abitur studierte er Medizin an der Ludwig-Maximilians-Universität in München. Bei Beginn des Ersten Weltkrieges 1914 war er noch als Medizinstudent eingeschrieben, diente als „Feldhilfsarzt“ und wurde durch einen Lungendurchschuss schwer verwundet. Für seinen Einsatz erhielt er das „Eiserne Kreuz“. Seine Approbation als Arzt bekam Kreiselmaier am 7. Dezember 1920.
Zwischen 1924 und 1926 arbeitete er als Gynäkologe beim Institut für Sexualwissenschaft in Berlin-Tiergarten und hatte Kontakt mit der Lyrikerin Else Lasker-Schüler und dem Sexualwissenschaftler und Institutsgründer Magnus Hirschfeld. Im Institut war er zeitweise Leiter der Abteilung „Familienberatung“. Das Institut wurde am 6. Mai 1933 von Nationalsozialistischen Studenten gestürmt und die Bücher des Instituts öffentlich verbrannt.
1935 wurde Kreiselmaier in der Hitlerjugend HJ-Arzt und 1936 förderndes Mitglied der SS. Am 7. November 1937 beantragte er die Aufnahme in die NSDAP und wurde rückwirkend zum 1. Mai desselben Jahres aufgenommen (Mitgliedsnummer 5.193.765). Er war zudem Mitglied der NSV, NS-Kriegsopferversorgung, im NS-Ärztebund, Reichsluftschutzbund, Reichsbund der Kinderreichen und beim Roten Kreuz.
Nach seiner Tätigkeit am Institut arbeitete er als Landarzt in Thüringen und in Lehnin. Da er dort viele jüdische und kommunistische Freunde hatte, war er als „der rote Doktor“ bekannt. In Lehnin heiratete er und bekam vier Kinder. Seine Tochter Susanne Riveles emigrierte später in die Vereinigten Staaten, lehrte als Soziologin an der Howard University in Washington, DC. und lebt heute in Baltimore, Maryland. Von 1927 bis 1938 leitete Kreiselmaier das Krankenhaus und das Säuglingsheim im Lehniner „Luise-Henrietten-Stift“ und eröffnete 1938 eine Arztpraxis in der Goethestraße 3 in Berlin-Zehlendorf. Bei Beginn des Zweiten Weltkrieges wurde er als Militärarzt für Blutserumsforschung eingesetzt, leitete ein Lazarett in Berlin-Charlottenburg und war Betriebsarzt im Dralowid-Werk in Teltow. Trotz Verbots erhielten die dort beschäftigten Kriegsgefangenen und Zwangsarbeiter von Kreiselmaier die gleiche medizinische Behandlung wie die deutschen Werksangehörigen.
Seit Dezember 1943 hatte Kreiselmaier über den Sanitäts-Unteroffizier August Ros, den er noch aus seiner Zeit in Thüringen kannte, Kontakt zur Widerstandsorganisation Saefkow-Jacob-Bästlein. In seiner Zehlendorfer Praxis fanden die illegalen Treffen der Gruppe statt. Auch bot er Widerstandskämpfern, die untertauchen mussten, bei sich Unterschlupf und spendete ihnen Geld. In seiner Funktion als Stabsarzt, dem mehrere Berliner Lazarette unterstellt waren, schrieb er viele Soldaten frontdienstuntauglich, um sie vor dem Kriegseinsatz zu bewahren. In seiner Praxis erhielt er kriegswichtige Informationen, so etwa Einzelheiten über den Produktionsort und Einsatz der V2-Raketen, die er neben aktuellen Frontberichten an die Gruppe weiterleitete. Über den ebenfalls langjährigen Freund, Fotografen  und KPD-Funktionär Wilhelm Moll bekam er Kontakt zu Franz Jacob. Im Frühjahr 1944 erfuhr er von Moll, dass dieser in den Teltower Spinnstoffwerken eine illegale Betriebszelle gegründet hatte. Von Moll erhielt er auch die Kopie eines Flugblattes des „Nationalkomitees Freies Deutschland“, dessen Initiator der General Walther von Seydlitz-Kurzbach war. Von Anton Saefkow bekam er den Auftrag, Vorbereitungen für die Zeit nach dem Sturz Hitlers zu treffen und ein Gesundheitsprogramm und Sofortmaßnahmen zum Seuchenschutz zu entwickeln. Als das zweite Treffen zwischen Saefkow und Jacob mit den Sozialdemokraten Adolf Reichwein vom Kreisauer Kreis und Julius Leber, die beide zum Verschwörerkreis um Graf von Stauffenberg gehörten, aufflog, wurde er auf die Verhaftungsliste der Gestapo gesetzt.

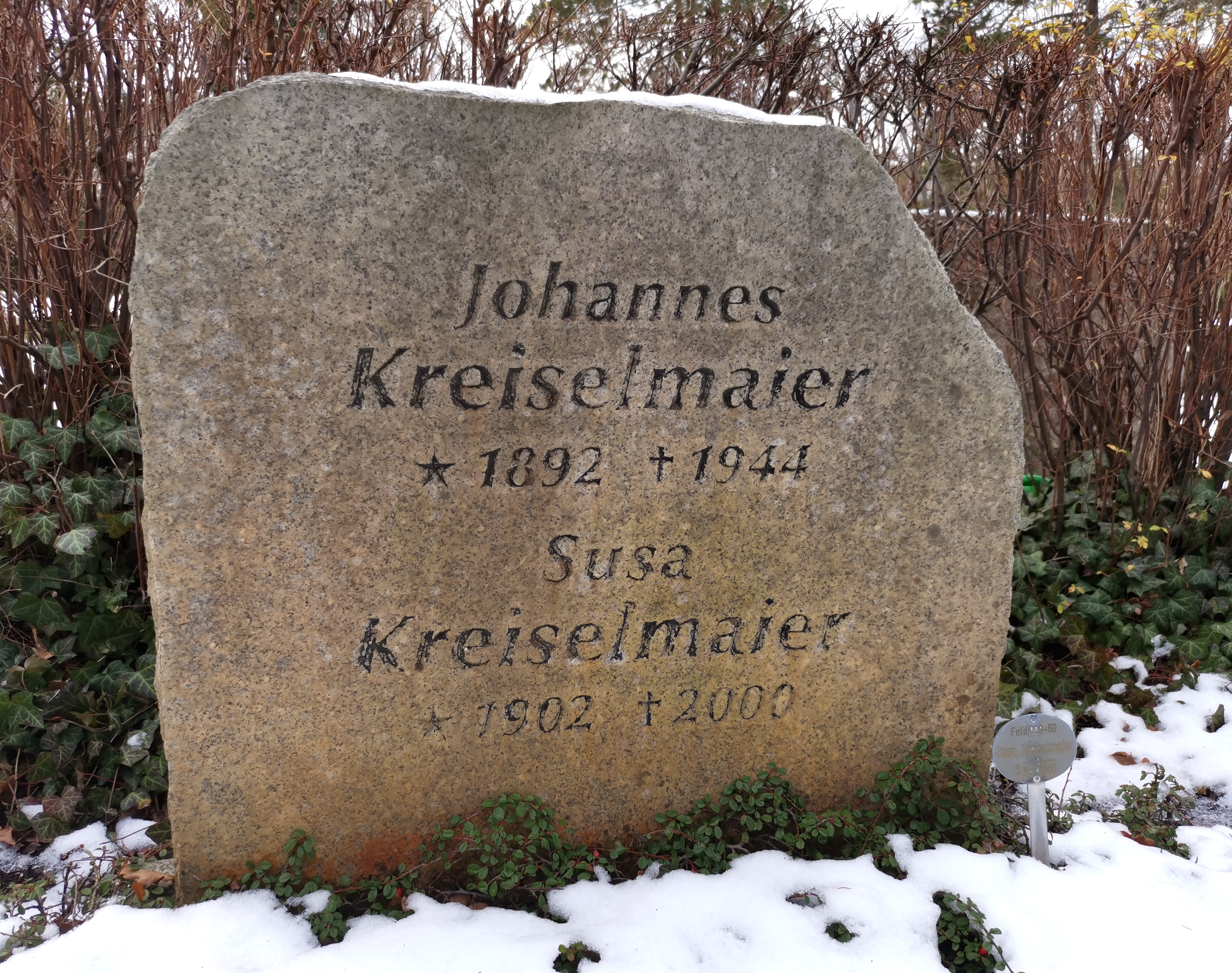
Grab auf dem Friedhof Zehlendorf

Am 8. Juli 1944 verhaftete ihn die Gestapo während seiner Sprechstunde im Dralowid-Werk, durchsuchte auch sein Lehniner Haus, wo er mit seiner Familie den Sommer verbrachte, und folterte ihn, um weitere Mitglieder der Organisation zu ermitteln; trotz dieser Folterungen gab Kreiselmaier keine Informationen preis. Am 19. September 1944 wurde ihm und den übrigen Beteiligten am Attentat vom 20. Juli 1944 auf Hitler vor dem Volksgerichtshof der Prozess gemacht. Kreiselmaier wurde wegen „Hochverrat, Feindbegünstigung und Wehrkraftzersetzung“ zum Tode verurteilt und am 27. November 1944 im Zuchthaus Brandenburg hingerichtet.
Kreiselmaier ist auf dem Friedhof Zehlendorf in Berlin bestattet (Feld 009-60).

## Gedenken
Im März 2008 wurde von der Stadt Berlin ein Stolperstein vor seiner Wohnung an der Goethestraße 3 in Berlin-Schlachtensee angebracht.